# SC 장크트퇴니스 11/20
SC 장크트퇴니스 11/20(독일어: SC St. Tönis 11/20)는 독일 노르트라인베스트팔렌주 퇴니스보르스트를 연고로 하는 스포츠 클럽이다. 1920년에 창단되었다.